# Soltis Lajos Színház
A Soltis Lajos Színház Celldömölkön, a Dr. Géfin tér 1. szám alatt található.

## A Soltis Lajos Alternatív Színház története
A Soltis Lajos Színház Művelődési Egyesület jogelődje, a Sitkei Színkör 1980. február 15-én alakult amatőr társulatként. 1986-tól már szervezettebben és nagyobb előadásszámmal (évi 26) és két – gyermek- és felnőtt – tagozattal folytatták munkájukat. Ekkor kezdtek felfigyelni a csoportra országos szinten is, melyben a tagok az évek során folyamatosan cserélődtek. 1992-től ismert színházi szakemberek, köztük Bocsárdi László, Solténszky Tibor, Katona Imre, Somogyi István és a színkör későbbi művészeti vezetője, a tragikus körülmények között elhunyt Soltis Lajos segítették a társulat munkáját, mely az országos fesztiválokon is egyre sikeresebben szerepelt. 
2001-ben a színház felvette Soltis Lajos nevét, Sitkét elhagyva, Celldömölkre költözött, a Kemenesaljai Művelődési Központba, amely intézmény a színház székhelye lett. 2004. szeptemberétől a színház megkapta a Celldömölki Önkormányzattól a volt városi mozi használaton kívüli épületének egy részét, melyet minisztériumi (NKÖM) gyorssegélyből és önerőből felújítottak és a színház céljainak megfelelő új tereket alakítottak ki.
A színház keretein belül színiiskola (Gyerekstúdió (8-14 éves korig) és Színistúdió (15 éves kortól) is működik. Előadásaikat magas előadásszámmal és részben utazó színházként tartják meg. A színház rendszeresen részt vesz színházi találkozókon, fesztiválokon is.

## Játszóhelyek
- Soltis Lajos Színház – Celldömölk, Dr. Gréfin tér 1.
- Kamaraszínház – Celldömölk, Koptik Odó utca 2.

## A Soltis Lajos Színház rendezvényei
- Rendezőket és Színészeket képző Nemzetközi Tábor
- Színészek és Színházbarátok Bálja
- Mesefesztivál
- Előadóművészeti Fesztivál
- Vers- és Prózamondó Verseny
- Soltis Lajos Országos Színházi Találkozó (kétévente)

## Társulat

### Vezetőség
- Igazgató: Pesti Arnold
- Gazdasági vezető: Marton Ágnes
- Műszaki vezető: Bruckner Roland
- Társulatvezető: Pesti Arnold
- Művészeti titkár: Nagy Zsuzsi

### Színészek (2019-2020)
- Boda Tibor
- Boznánszky Anna
- Bruckner Roland
- Ecsedi Erzsébet
- Erényi Dorottya
- Fodor Lili
- Fogl Noémi
- Gál Sándor
- Gregorich Bálint
- Hajba Beatrix
- Hegedûs Anna
- Horváth Nóra
- Horváth Viktória
- Hurtik Nóra
- Ivák Bence
- Károly Bálint
- Kazári András
- Marton Mercédesz
- Nagy Gábor
- Nagy Zsuzsi
- Pesti Arnold
- Piller Ádám László
- Pilnay Sára
- Szabó Angelika
- Szivák-Tóth Viktor
- Szlúka Brigitta
- Temesi Zsolt
- Tóth Ákos
- Tóth Artúr
- Tóth Marci
- Venczel Hajnalka

### Örökös tagok
- B. Péter Pál
- Kurucz László
- Marton Márió
- Solténszky Tibor
- Soltis Lajos
- Sz. Figer Szabina